# Дегуманізація мистецтва
Дегуманізація мистецтва (ісп. deshumanización del arte) — гуманістична концепція, розроблена іспанським філософом Хосе Ортегою-і-Гассетом в однойменній праці 1925 року. Цим висловом автор натякає на авангардне мистецтво та літературу ("ізми"), що виникли після Першої світової війни.
|                                                        | Вже говорилося, що новий стиль, у найзагальнішому вигляді, полягає в усуненні "людського, надто людського", залишаючи лише суто художню матерію. Здається, це свідчить про велике захоплення мистецтвом. Але коли ми подивимося на той самий факт під іншим кутом, то знайдемо в ньому протилежний настрій відрази чи зневаги. Суперечність очевидна і її важливо підкреслити. Метафора приховує один об'єкт, маскуючи його під інший, і вона не мала б сенсу, якби ми не бачили під нею інстинкт, який спонукає людину уникати реальності. |
| — Хосе Ортега-і-Гассет: Дегуманізація мистецтва, 1925. | |

Авангард в Іспанії в основному представлений Рамон Гомес де ла Серна, так званим Покоління 27-го року, до якого входять поети, як Луїс Сернуда, Федеріко Гарсіа Лорка, Педро Салінас, Хорхе Гільєн, Рафаель Альберті та Вісенте Алейсандре. Взірцями групи були Хуан Рамон Хіменес, модерніст Рубен Даріо та символістська література, що стало кроком вперед у порівнянні з попереднім поколінням 98 та його представниками, такими як Мігель де Унамуно, Антоніо Мачадо, Піо Бароха та інші.
Ортега-і-Гассет концептуалізує нову естетику як «мистецтво для меншості», витончену літературу втечі, яка не може асимілювати маси. Характеристики цієї нової форми розуміння мистецтва були підсумовані Вісенте Гаосом у його поетичній антології "Генерація 24":
1. Прагнення до оригінальності та новаторства, яке має свої витоки ще в романтизмі.
2. Герметизм (що ускладнює розуміння, уникаючи точних посилань).
3. Самодостатність мистецтва (чистота, автентичність).
4. Антиреалізм і антиромантизм (вірш має не означати, а просто бути; з іншого боку, уникається романтичний суб'єктивізм).
5. Сюрреалізм (логічна непослідовність, важливість підсвідомості та сновидінь).
6. Інтрансцендентність (безтурботність, відмова від відповідальності за позахудожню дійсність і моралізаторство).
7. Переважання метафори, як бачимо з коментарів Ортеги.
8. Онейричне письмо, споріднене з сюрреалізмом.
9. Атомізація (розпад, розрив логічних зв'язків).